# F Sharp
F# (vyslovované anglicky jako F Sharp, /ef ʃɑɹp/, doslova to označuje notu fis) je multiparadigmatický programovací jazyk pro .NET spojující funkcionální přístup s imperativním objektově orientovaným přístupem. Syntaxe jazyka vychází z ML a OCaml a dále je ovlivněna jazyky Haskell, C# a LINQ. F# je plně podporovaným jazykem pro platformu .NET a je součástí Visual Studia od verze 2010. V současné době se o vývoj jazyka stará Microsoft Research.

## Cíle jazyka a souhrn vlastností
F# byl vyvinutý jako varianta ML s mnoha konstrukcemi převzatými z OCaml. Na rozdíl od mnoha skriptovacích jazyků se rychlostí blíží k C# (především díky silné typovosti). Podporuje také řadu dynamických programovacích technik, jako je například reflexe. F# umožňuje propojení s dalšími jazyky včetně snadné implementace DSL, bezproblémově spolupracuje se všemi jazyky .NET.
Microsoft Research zmiňuje mezi hlavní výhody jazyka tyto:
- funkcionální jazyk se stručnou syntaxí a implicitním typováním
- možnost interaktivního skriptování (jako v Pythonu)
- kombinace typové bezpečnosti a implicitního typování (jako v ML)
- výkon na úrovni C#, nativní běh na .NET frameworku
- přístup ke všem knihovnám .NET
- integrovanost a plná podpora ve Visual Studiu

F# je silně typový jazyk který ovšem používá implicitní typování (datový typ proměnné se nemusí
specifikovat explicitně, překladač ho rozpozná podle přiřazované hodnoty). Jako jazyk pro .NET
podporuje F# všechny typy z .NET frameworku ale navíc přidává několik neměnných typů (změna
jejich hodnoty je možná pouze vytvořením nové kopie) svázaných se specifickými vlastnostmi
jazyka a používaných především pro úlohy funkcionálního programování. Těmito typy jsou: tuple,
record, discriminated union, list a function. V této souvislosti stojí za zmínku, že i typy .NET jsou
standardně v F# neměnné, opaku lze docílit použitím klíčového slova mutable.
Důležitou vlastností jazyka je interaktivní skriptování, které umožňuje komponenta F# Interactive. Syntaxe jazyka se pro skriptování v některých detailech liší, navíc je možné používat tzv. light syntaxi. Jde ale jen o drobné rozdíly v ukončování příkazů.

## Syntaxe jazyka
Syntaxe jazyka jak už bylo řečeno vychází hlavně z ML a OCaml. Nejvýrazněji se na vzhledu kódu podepisují jazykové konstrukce implicitního typování a pattern matchingu.
V jazyce existují komentáře dvojího typu, řádkové uvozené // a víceřádkové začínající znaky (* a
končící *).
Proměnná (name v terminologii F#, protože se nejedná o proměnné v klasickém slova smyslu,
mohou totiž uchovávat i funkce) se deklaruje tak že jejímu názvu předchází klíčové slovo let, které zároveň
znamená automatické určení typu proměnné (podobně jako var v C# 3.0).
Hodnota se proměnné přiřadí při deklaraci pomocí operátoru =, pokud je potřeba ji později
změnit (pouze v kontextu měnitelných proměnných označených klíčovým slovem mutable), slouží
k tomu operátor <-.
Pro spolupráci s .NET je důležitá konstrukce pro tvorbu objektů převzatá z C# - objekty se tvoří
pomocí klíčového slova new. Pro „oznámení“ používání nějakého namespace se používá klíčové slovo
open (ekvivalent using v C#). K vlastnostem a metodám se přistupuje klasicky přes tečkovou notaci a metody se volají s parametry v závorkách.
Mezi literály, mimo klasická čísla a řetězce, patří také některé konstrukce F#, jako tuple (viz dále).
Datový typ (třída) se deklaruje pomocí klíčového slova type a to jak typy .NET tak i speciální typy F#,
konkrétněji viz níže nebo v.
Funkce se definují několika způsoby, buď pomocí klíčového slova fun, nebo jako výraz kde na levé
straně jsou vedle let a názvu také parametry a za rovnítkem následuje definice. Rekurzivní funkce
musejí být jako rekurzivní explicitně definovány pomocí klíčového slova rec.
Důležitou konstrukcí F# je pattern matching, umožňuje porovnávat výraz s jinými a podle toho rozhodnout o dalším postupu výpočtu, přitom pojmenuje a tím získá přístup na složky dat. Nejčastější aplikací je rozložení typu tuple (viz níže) nebo řízení toku programu konstrukcí match proměnná with | když-výraz -> tak-výraz kde část po | se může libovolněkrát opakovat. Tato konstrukce může nahradit řadu ifů a switchů a zlepšit čitelnost kódu.
F# podporuje i základní cykly. Ty jsou vlastně funkce bez návratové hodnoty (v terminologii jazyka F# „výrazy typu unit“).
Klasický cyklus for je uvozen klíčovým slovem for, následuje řídící proměnná, rovnítko, počáteční hodnota, klíčové slovo to nebo downto (určující přičítání/odčítání jedničky), koncová hodnota, do a tělo cyklu. Jinak řečeno: for řídící_prom = počáteční_hodnota [down]to konečná_hodnota do tělo_cyklu.
Cyklus známý jako foreach (projde celé pole a do každé iterace nabídne jednu položku) se zapíše [for jedna_položka in procházené_pole do tělo_cyklu ].
Cyklus while má jednoduchou syntaxi while podmínka do tělo_cyklu.

## Datové typy F#
Všechny typy F# jsou aliasy pro speciální generické datové typy .NET. Mimoto jsou v F# další aliasy na často používané třídy .NET, například obj pro System.Object nebo ResizeArray<T> pro System.Collections.Generic.List<T> (kvůli odlišení od F# typu List).

### Tuple
Tuple je nejjednodušší speciální datový typ v F#. Umožňuje „zabalit“ dvě nebo více nepojmenovaných hodnot každou libovolného typu. Množství i typ hodnot musejí být známy už při překladu. Je to v podstatě primitivní přepravka vhodná pro interní použití jež ani nemusí být explicitně definována jako typ (vytvoří se automaticky při použití). Každý tuple je odvozen od generické třídy Tuple<_,_>.
Příklad uložení jména se soundexovým kódem a jeho rozložení na hodnoty pomocí jednoduché konstrukce pattern matching:
```
let
 
mrCarroll
 
=
 
(
"Carroll"
,
 
"C64"
)

let
 
(
name
,
 
soundex
)
 
=
 
mrCarroll

```

Tentýž příklad v interaktivním režimu (s odpověďmi konzole):
```
>
 
let
 
mrCarroll
 
=
 
(
"Carroll"
,
 
"C64"
);;

val
 
mrCarroll
 
:
 
string
 
*
 
string
 
=
 
(
"Carroll"
,
 
"C64"
)

>
 
let
 
(
name
,
 
soundex
)
 
=
 
mrCarroll
;;

val
 
soundex
 
:
 
string
 
=
 
"C64"

val
 
name
 
:
 
string
 
=
 
"Carroll"

```

### Record
Record (záznam) je rozšířeným typem tuple. Umožňuje pojmenovat jednotlivé datové složky a přistupovat k nim známou „tečkovou notací“, velmi se tak podobá typu struct v C#. Record už musí být definován jako typ. S .NET je record provázán tak že při jeho definici se vytvoří třída a jednotlivé datové složky má jako atributy.
Příklad vytvoření Recordu a odvození z něj druhého:
```
type
 
ShopItem
 
=
 
{
 
Name
:
string
;
 
Price
:
int
 
}

let
 
commonCar
 
=
 
{
 
Name
=
"car"
;
 
Price
=
1000
 
}

let
 
luxuryCar
 
=
 
{
 
commonCar
 
with
 
Price
=
5000
 
}

```

### Discriminated union
Discriminated union je typ který umožňuje uložení hodnoty jednoho z různých nabídnutých typů. O konkrétním typu se rozhoduje podle volaného konstruktoru.
Příklad elegantní reprezentace binárního stromu pomocí Discriminated union. Zápis int *
BinaryTree * BinaryTree vyjadřuje typ tuple s třemi položkami, první typu int a zbylé dvě typu
BinaryTree.
```
type
 
BinaryTree
 
=

|
 
Fork
 
of
 
int
 
*
 
BinaryTree
 
*
 
BinaryTree

|
 
Leaf
 
of
 
int

let
 
heap
 
=
 
Fork
 
(
2
,
Fork
 
(
17
,
Fork
 
(
22
,
Leaf
 
(
49
),
Leaf
 
(
31
)),
Leaf
 
(
51
)),
Fork
 
(
29
,
Leaf
(
11
),
Leaf
 
(
25
)))

```

### List
List (seznam) je typický spojový seznam tvořený vždy položkou a odkazem na zbytek seznamu v zápise první_položka::zbytek_seznamu (tzv. tail operátor známý např. z Lispu) nebo ve zkráceném zápise [ hodnota1;hodnota2;... ]. Prázdný seznam se zapíše [].
F# obsahuje také speciální jazykovou konstrukci pro tvorbu typu array který ale je standardním typem .NET a není tedy neměnný. Lze ho vytvořit konstrukcí [| hodnota1;hodnota2;... |].
Příklad dvou možných zápisů tvorby seznamu List:
```
let
 
list1
 
=
 
1
::
2
::
3
::
[]

let
 
list2
 
=
 
[
1
;
 
2
;
 
3
]

```

### Function
V F# je každá funkce typem. Funkce jsou také neměnným typem, ale F# nabízí řadu možností jak
upravovat jejich volání, například použitím curryingu nebo skládáním funkcí, funkce mohou být
předávány jako parametry dalších funkcí, F# také podporuje lambda funkce.
Příklad definice jednoduché funkce pro sčítání a následně z ní odvozené funkce pro přičtení 10tky (jednoduchá ukázka techniky zvané currying) a nakonec volání které vyústí v hodnotu 20 uloženou v proměnné twenty:
```
let
 
add
 
=
 
(
 
fun
 
lhs
 
rhs
 
->
 
lhs
 
+
 
rhs
 
)

let
 
add10
 
=
 
add
 
10

let
 
twenty
 
=
 
add10
 
10

```

Funkci add lze také nadefinovat takto:
```
let
 
add
 
lhs
 
rhs
 
=
 
lhs
 
+
 
rhs

```

Příklad funkce sumy všech hodnot v Listu. Řešeno pro funkcionální jazyky typickým způsobem (odpojení první položky, její zpracování, a rekurzivní volání na zbytek pole), využívá pattern matching a ilustruje deklaraci rekurzivní funkce klíčovým slovem rec.
```
let
 
list
 
=
 
[
 
1
 
..
 
10
 
]
 
(* seznam se všemi položkami od 1 do 10 *)

//pomocná funkce s akumulační proměnnou acc

let
 
rec
 
sumAcc
 
acc
 
list
 
=
 
match
 
list
 
with

|
 
top
::
tail
 
->
 
sumAcc
 
(
acc
 
+
 
top
)
 
tail

|
 
_
 
->
 
acc

//výsledná funkce sumy

let
 
sum
 
list
 
=
 
sumAcc
 
0
 
list

let
 
res
 
=
 
sum
 
list
 
(* val res : int = 55 *)

```

K předchozímu příkladu stojí za zmínku i vlastnost jazyka F# podobná se zásobníkovými jazyky, totiž že obě funkce by se mohly jmenovat stejně a program by fungoval správně, druhá by skryla první a sama by ji uvnitř bez problémů volala. Je to dáno způsobem, jakým v F# funguje obor hodnot proměnné.

## Vlastnosti jazyka
F# používá pattern matching jednak aby převedl jména na hodnoty, ale také pro kontrolu, zda mají
data požadovanou strukturu nebo hodnotu. Pattern matching může být použit se všemi standardními
F# typy, nejčastěji s typy tuple a discriminated union. Jazyk F# také podporuje obecnější pattern
matching pomocí tzv. active patterns, které umožňují kontrolu dat z různých pohledů na typ.
Protože je jazyk F# určen pro platformu .NET (musí vyhovovat požadavkům CLI) a protože jako jedno z paradigmat podporuje imperativní objektově orientované programování, obsahuje konstrukce pro tvorbu smyček for a while a .NET tříd i rozhraní (v terminologii F# společně nazývané object types – objektové typy) v podobném rozsahu jako ostatní jazyky .NET.
F# od verze 1.9.1 obsahuje tzv. sequence expressions (sekvenční výrazy) zapisované jako seq{ ... }, které obsahují sekvenční bloky různých konstrukcí. Na rozdíl od ostatních jazykových konstrukcí F# jsou „líně vykonávané“ (lazily evaluated, tj. vyhodnocují se až v momentě využití). Mohou být použity pro filtrování i pro zkrácení zápisu (mnoharozměrné) kolekce. Jsou základem pro podporu LINQ a důležité pro asynchronní volání (async{ ... }).
F# je díky kombinaci vlastností funkcionálních a objektových jazyků vhodný na programování
asynchronních operací a vícevláknových aplikací pro víceprocesorové systémy.
Jako jedno z paradigmat které F# do jisté míry přejímá je Language-oriented programming, usnadňuje tak tvorbu DSL, ovšem omezenou syntaxí jazyka (lze „pouze“ změnit význam příkazů
F#). Nejjednodušší příklad je využití discriminated unions jako deklarativní jazyk na vyhodnocování aritmetických výrazů. F# rozšiřuje schopnosti .NET System.Reflection a umožňuje tak meta-programming (meta programování – manipulování s kódem jako s daty).

## Název jazyka
Název jazyka F# je, podobně jako v ostatních jazycích .NET (počínaje jazykem C#), odvozen z hudební notace, kde křížek
označuje zvýšení noty o půl tónu a v tomto případě by označoval notu fis, tedy F zvýšené o půl
tónu.
Křížek na počítačové klávesnici (#) a křížek v hudební nauce (♯) jsou dva odlišné znaky. Pro zápis
názvu jazyka F Sharp se nepoužívá znak hudebního křížku z technických důvodů, protože tento se
na standardní klávesnici nevyskytuje. Pro zjednodušení se tak používá klasický křížek.

## Příklady
Výpis na standardní výstup:
```
printfn
 
"Ahoj světe."

```

Jednoduchá rekurzivně definovaná funkce, která slouží k výpočtu faktoriálu:
```
let
 
rec
 
factorial
 
n
 
=
 
match
 
n
 
with

    
|
 
0
 
->
 
1

    
|
 
_
 
->
 
n
 
*
 
factorial
 
(
n
 
–
 
1
)

```

Cyklus s předem známým počtem opakování (typu for), který vypíše celá čísla od 1 do 10:
```
for
 
n
 
=
 
1
 
to
 
10
 
do
 
printfn
 
"%d"
 
n

```

Cyklus s předem neznámým počtem opakování (typu while), jenž vypíše celá čísla od 4 do 10:
```
let
 
mutable
 
n
 
=
 
3

while
 
n
 
<
 
10
 
do

    
n
 
<-
 
(
n
+
1
)

    
printfn
 
"%d"
 
n

```

Cyklus s předem známým počtem opakování (typu foreach), který pole deseti celých čísel od 1 do 10 přetaví na pole deseti sudých čísel od 2 do 20:
```
let
 
nums
 
=
 
[
1
..
10
]

[
 
for
 
num
 
in
 
nums
 
do
 
yield
 
num
*
2
 
]

```

Jednoduchá aplikace .NET s grafickým uživatelským rozhraním:
```
(* otevření formulářové knihovny .NET *)

open
 
System.Windows.Forms

(* vytvoření okna(Form) a nastavení vlastností *)

let
 
form
 
=
 
new
 
Form
(
Visible
=
true
,
 
TopMost
=
true
,
 
Text
=
"Welcome to F#"
)

(* vytvoření nápisu(Label) s textem *)

let
 
label
 
=

  
let
 
temp
 
=
 
new
 
Label
()

  
let
 
x
 
=
 
3
 
+
 
(
4
 
*
 
5
)

  
(* nastavení hodnoty vlastnosti Text *)

  
temp
.
Text
 
<-
 
sprintf
 
"x = %d"
 
x

  
(* vrácení hodnoty (do proměnné label) *)

  
temp

(* přidání nápisu do okna *)

do
 
form
.
Controls
.
Add
(
label
)

(* spuštění aplikace *)

[<
STAThread
>]

do
 
Application
.
Run
(
form
)

```